# إيليا زوييف
إيليا زوييف (بالروسية: Зуев, Илья Константинович)‏ هو لاعب كرة قدم روسي في مركز الدفاع، ولد في 25 يناير 1994 في سانت بطرسبرغ في روسيا. شارك مع منتخب روسيا تحت 17 سنة لكرة القدم ومنتخب روسيا تحت 19 سنة لكرة القدم ومنتخب روسيا تحت 21 سنة لكرة القدم. أما مع النوادي، فقد لعب مع توم تومسك وزينيت سانت بطرسبرغ.

## وصلات خارجية
- إيليا زوييف على موقع Soccerway.com (الإنجليزية)
- إيليا زوييف على موقع AS.com (الإسبانية)